# Cantalojas (kommunhuvudort)
Cantalojas är en kommunhuvudort i Spanien.   Den ligger i provinsen Provincia de Guadalajara och regionen Kastilien-La Mancha, i den centrala delen av landet, 100 km norr om huvudstaden Madrid. Cantalojas ligger 1 316 meter över havet och antalet invånare är 142.
Terrängen runt Cantalojas är kuperad åt sydväst, men åt nordost är den platt.  Trakten runt Cantalojas är nära nog obefolkad, med mindre än två invånare per kvadratkilometer. Närmaste större samhälle är Riaza, 19,9 km väster om Cantalojas. I omgivningarna runt Cantalojas växer i huvudsak barrskog.